# Dipoena fortunata
Dipoena fortunata là một loài nhện trong họ Theridiidae.
Loài này thuộc chi Dipoena. Dipoena fortunata được Herbert Walter Levi miêu tả năm 1953.